# 东直门交通枢纽
东直门交通枢纽位于北京市东城区东直门街道，东直门桥东北角，由一个长途汽车站增建而来，是北京市的一座综合客运交通枢纽，也是北京市的主要交通枢纽之一。东直门交通枢纽引入了地铁2号线、13号线和首都机场线（以下簡稱機場線）（东直门站），市区和近郊公交，同时承担前往北京市界内东北方向四个区县（顺义、怀柔、密云、平谷）的远途公交车，以及前往北京东北方向的省际公路客运车的始发任务。与东直门交通枢纽配套建设了酒店、公寓、零售业和写字楼的城市综合体项目，称为东华国际广场，但商务广场部分因股权纠纷等问题长期停工，被益田集团接盘后于2019年复工。

## 位置和布局
交通枢纽东起东直门外斜街，西至东直门北大街（东二环），南至东直门外大街，北至香河园路，规划总占地面积15.44公顷，其中建筑用地10.06公顷，其余为代征城市公共用地。总建筑面积59.08万平方米，其中交通建筑面积7.8万平方米。
以枢纽内部的东西向道路（枢纽1号路）为界分为南北两区，南区占地5.1公顷，包括西南角的机场线航空服务楼、南部的临街商业和东南角的两栋写字楼；北区占地4.7公顷，包括酒店、公寓和酒店配套商业。地铁13号线车站位于航空服务楼地下，机场线车站位于南区建筑与东直门外大街之间地下，而2号线车站位于东直门桥下。
2015年8月，中國信達斥資105億元向新加坡國浩房地產的全資子公司國浩房地產（中國）有限公司收旗下位於北京東直門的一個房地產開發綜合性項目90%權益
2017年5月11日，中國信達公佈，益田集團將以收購部分股權的形式，與其共同構建「北京東直門交通樞紐項目」

## 设计
东直门交通枢纽担负大量的地面公交流量，在地面层设置了大量公交站台，其中远郊区公交线路的站台位于北侧，而市区和近郊公交线路的站台位于南侧，形成两个“C”形道路。公交车由向南的出口和向东的出口进出，环行一周后驶出。公交站台地下为换乘大厅，大厅与13号线、机场线地下一层站厅相连。13号线站台位于站厅地下，为侧式站台终点站，上车的一侧站台通过通道与2号线换乘厅连接，2号线换乘厅又与机场线地下二层站厅相连。各种交通方式间的换乘路线几乎都非常复杂，为北京地铁各换乘站中较为不便的一个，并有改造的计划。一些换乘路线列举如下：
- 13号线换2号线：13号线站台→2号线换乘厅→2号线站台。反之则是：
- 2号线换13号线：2号线站台→2号线换乘厅→13号线落客站台→13号线站厅→13号线上客站台；公交换2号线则通过换乘大厅进入13号线站厅，走相同的路线。
- 2号线换首都机场线：2号线站台→2号线换乘厅→首都机场线地下二层站厅→首都机场线站台。反之同样。
- 13号线换首都机场线：13号线落客站台→2号线换乘厅→首都机场线地下二层站厅→首都机场线站台。反之则是：
- 首都机场线换13号线：首都机场线站台→地下一层站厅→13号线站厅→站台。
- 首都机场线换公交：首都机场线站台→地下一层站厅→换乘大厅→公交站台。反之同样。[12][13]

公交场站上方设置了屋顶花园，服务于建筑群内部的人行交通；北区同样也设置了屋顶花园，作为公寓的入口和酒店的绿地；两个屋顶花园通过中部道路上方的台阶和坡道与北区的屋顶花园相连。
航空服务楼的设计中实现了在东直门办理登机手续、托运行李，之后乘坐机场线到达首都机场的功能，不过截至2021年12月，这一功能仍在筹备中，未能启用。

## 總站路線資料（公交）

### 北京公交106路
- 翠林小區 ↔ 東直門樞紐站

由北京公交集團電車客運分公司營運。本線路主要途徑太平街、天橋、天壇北門、崇文門、東單、東四等地區。原為1959年3月26日開線6路電車。

### 北京公交107路
- 白石橋東 ↔ 東直門樞紐站

由北京公交集團電車客運分公司營運。本線路主要途徑簋街、鼓樓、什剎海、北海北門、平安里、北京展覽館、動物園等地區。原為1959年8月10日開線的7路電車。

### 北京公交132路
- 大西洋新城南門↔ 東直門樞紐站

由北京公交集團第一客運分公司營運。本線路主要服務於左家莊、太陽宮與望京中部地區。

### 北京公交401路
- 東直門樞紐站 ↔南十里居

由北京公交集團第二客運分公司營運。本線路主要服務於酒仙橋地區。本線前身是1961年3月1日開通運營的無軌電車東直門-酒仙橋專線。

### 北京公交404路
- 來廣營西橋東↔東直門樞紐站

由北京公交集團第一客運分公司營運。本線路主要服務於望京中部地區及來廣營地區，主要行駛於京密路與廣順大街。

### 北京公交416路
- 來廣營西橋東↔東直門樞紐站

由北京公交集團第一客運分公司營運。本線路主要服務於望京及來廣營地區，現已涵蓋了望京北部地區的北京八十中學與容達路的辦公區。本線與同起訖站的404路不同的是，本線路西段途徑天澤路與將台西路、麗都飯店等地區。本線路前身為416路環行（來廣營-東直門-來廣營）。

### 北京公交852路
- 平谷汽車站↔東直門樞紐站

由北京公交集團第七客運分公司營運。主要服務於平谷西南部鄉鎮和城區。與918路不同的是、本線路途徑機場高速，京平高速直達平谷城區。

### 北京公交916路
- 懷柔汽車站↔東直門樞紐站（回程：東直門↔懷柔汽車站）

由北京公交集團第七客運分公司營運。主要服務於懷柔，順義西部等地。本線路主要途徑京密路，為慢車。

### 北京公交916路快車
- 懷柔汽車站↔東直門樞紐站

由北京公交集團第七客運分公司營運。主要服務於懷柔城區居民。本線路與916路不同的是，本線路途徑京承高速公路直達懷柔城區。

### 北京公交918路
- 興谷路公交場站↔東直門樞紐站

由北京公交集團第七客運分公司營運。主要服務於平谷，順義等地。本線路主要途徑京密路、順平路。

### 北京公交980路快車
- 密雲汽車站↔東直門樞紐站

由北京公交集團第七客運分公司營運。主要服務於密雲城區居民。本線路與980路不同的是，本線路途徑京承高速公路直達密雲城區。、

### 北京公交专26路
- 地铁柳芳站 ↔ 東直門樞紐站

由北京公交集團電車客運分公司營運。本線路主要途徑香河園路和左家莊西街。

## 建造
东直门交通枢纽用地2000年划拨给了北京城建东华房地产开发有限责任公司，但是由于筹资的原因一直没有动工，在2006年甚至爆出牵扯到深圳发展银行、北京城建集团、北大青鸟等多个公司的15亿元骗取贷款用于东直门交通枢纽建设的案件，这让一直搁置到2005年才开工，要在2008年奥运会开始之前投入使用的“奥运工程”建设一度被中断。2007年，城建东华被国浩地产收购，后者获得当时仍然在建的东华国际广场的开发权利。2008年7月19日，为了配合机场线试运营，交通枢纽部分投入使用；至同年8月2日正式投入使用，共引入了16条公交线路。